# NFI Empik Media & Fashion
Narodowy Fundusz Inwestycyjny Empik Media & Fashion SA (dawniej: Narodowy Fundusz Inwestycyjny Hetman SA) – spółka akcyjna założona w 1993 przez Skarb Państwa jako narodowy fundusz inwestycyjny, od 1997 notowana na Giełdzie Papierów Wartościowych w Warszawie.

## Działalność
Fundusz poprzez spółki zależne prowadzi głównie detaliczną działalność handlową. Do grupy należą sieć „Empik” oraz sklepy „Smyk”. W sumie grupa dysponuje 60 markami, zarówno własnymi, jak i cudzymi, używanymi na podstawie umów franczyzowych.

## Struktura
Fundusz jest podmiotem dominującym grupy kapitałowej, w skład której wchodzą:
- Empik sp. z o.o. (KRS 0000005327), właściciel sieci Empik – 100% udziałów;
  - Bukva LLC – 79%;
  - Pol Perfect sp. z o.o. (KRS 0000211555) – 94%;
  - Learning Systems Poland sp. z o.o. – 65%;
- Licomp Empik Multimedia sp. z o.o. (KRS 0000065089) – 100%;
- Smyk sp. z o.o. (KRS 0000024787) – 100%;
  - Smyk GmbH – 100%;
  - Smyk-Rus LLC – 75%;
  - Paritet-Smyk LLC – 65%;
- Ultimate Fashion sp. z o.o. (KRS 0000036250) – 100%;
- Maratex Ltd. – 51%;
- Optimum Distribution sp. z o.o. (KRS 0000061216) – 100%;
- Optimum Distribution CZ&SK s.r.o. – 100%;
- East Services SA – 100%[2].

## Historia
Fundusz, podobnie jak 14 pozostałych NFI, został powołany na podstawie ustawy z 30 kwietnia 1993 o narodowych funduszach inwestycyjnych i początkowo działał pod firmą „Piętnasty Narodowy Fundusz Inwestycyjny”, zmienioną później na „Narodowy Fundusz Inwestycyjny Hetman”. Po raz pierwszy akcje spółki były notowane na GPW 12 czerwca 1997.
W listopadzie 2003 Hetman zawarł umowę z Bankiem Austria Creditanstalt AG oraz ze spółkami grupy EBG, w skład której wchodziły: holenderski Eastbridge NV, luksemburski Empik Centrum Investments SA oraz Domy Towarowe Centrum SA z siedzibą w Warszawie, na podstawie której Eastbridge wraz z podmiotami zależnymi miał się stać jednostką dominującą wobec funduszu. Transakcja została zamknięta w marcu 2004. Grupa EBG objęła akcje nowej emisji w zamian za wniesienie do NFI Hetman wkładu niepieniężnego w postaci 100% udziałów lub akcji przedsiębiorstw: Empik sp. z o.o., Galeria Centrum sp. z o.o., Licomp Empik Multimedia Sp. z o.o., czeskiego Optimum Distribution CZSK, Smyk sp. z o.o., Ultimate Fashion sp. z o.o., Young Fashion sp. z o.o. i E-Foto s.r.o. z siedzibą w Pradze, a także 97% akcji szwajcarskiego East Services SA. Ponadto w drodze zamiany na własne akcje, fundusz nabył udziały w warszawskim Optimum Distribution 
sp. z o.o. Po tej transakcji grupa EBG posiadała 91,43% akcji Hetmana, a BACA – 6,71%. Wymieniono również wszystkich członków rady nadzorczej, a dotychczasowy prezes złożył rezygnację.
5 lipca 2004 prezesem zarządu spółki został Maciej Dyjas. Od 7 września 2004 fundusz działa pod obecną nazwą.
W kwietniu 2010 Prezesem Zarządu został Maciej Szymański.
W przeszłości fundusz był właścicielem sieci domów towarowych „Galeria Centrum”. Inwestycja nie była jednak udana – sieć popadła w długi i przynosiła straty. W 2006 za kwotę 10 mln zł została sprzedana Vistuli & Wólczance.
W lipcu 2016 roku, słowackie przedsiębiorstwo Krockella ogłosiło przymusowy wykup akcji, a następnie nadzwyczajne walne zgromadzenie zdecydowało o wycofaniu spółki z obrotu giełdowego. Następnie w październiku 2016 roku, akcje spółki zostały zmaterializowane i wykluczone z obrotu giełdowego.

## Akcjonariat
Według danych z sierpnia 2008 największym akcjonariuszem spółki był Eastbridge B.V./S.a.r.l., wraz z podmiotami zależnymi posiadający 63,14% akcji i głosów na WZA. Commercial Union Otwarty Fundusz Emerytalny BPH CU WBK ma 9,69%, a pozostali – 27,17% akcji i głosów.
Pod koniec lipca 2016 roku Krockella s.r.o. ogłosiła przymusowy wykup 1 368 994 akcji EMF, stanowiących 1,3% kapitału zakładowego, po 4,35 zł za sztukę.
Po rozliczeniu w maju wezwania na akcje EMF - Penta Investments Limited, Bookzz Holdings Limited, EMF Holding 2 B.V., Marek Ondrejka, Krockella Limited, Krockella s.r.o. oraz EMF Holding 4 B.V. posiadały łącznie 103 237 438 akcji spółki uprawniających łącznie do 97,7% ogólnej liczby głosów na walnym zgromadzeniu.

## Prezes
W kwietniu 2010 prezesem zarządu został Maciej Szymański.
W latach 2004–2010 funkcję prezesa zarządu pełnił Maciej Dyjas - obecnie prezes grupy Eastbridge oraz przewodniczący rady nadzorczej NFI Empik Media & Fashion S.A. Maciej Dyjas ukończył informatykę i zarządzanie na Uniwersytecie Warszawskim, studiował także na uniwersytecie w Stuttgarcie. W latach 1986–1994 pracował na kierowniczych stanowiskach w firmie doradczej Wandel Golterman/Hewlett Packard Systems.
W 1994 grupa Eastbridge kupiła od Skarbu Państwa wszystkie udziały w spółce Empik, a Dyjas został jej dyrektorem generalnym i prezesem. W 1998 otrzymał stanowisko wiceprezesa Eastbridge NV. W lipcu 2004, już po przejęciu NFI Hetman przez Eastbridge, został prezesem funduszu.